# يوكي نوغامي
يوكي نوغامي (باليابانية: 野上 結貴) (20 أبريل 1991 في سوغينامي في اليابان – )؛ هو لاعب كرة قدم ياباني سابق كان يلعب كمدافع.

## وصلات خارجية
- يوكي نوغامي على موقع رابطة كرة القدم اليابانية للمحترفين (اليابانية)
- يوكي نوغامي على موقع قاعدة بيانات كرة القدم.إي يو (الإنجليزية)
- يوكي نوغامي على موقع Soccerway.com (الإنجليزية)
- يوكي نوغامي على موقع عالم كرة القدم.نت (الإنجليزية)
- يوكي نوغامي على موقع كووورة